# فرودگاه کوا لا ماراویلاس
فرودگاه کوا لا ماراویلاس (به انگلیسی: Cueva Las Maravillas Airport) (به زبان بومی: Aeropuerto Cueva de Las Maravillas) یک فرودگاه همگانی با کد یاتا SPM است که یک باند فرود آسفالت و بتن دارد و طول باند آن ۱۰۰۹ متر است. این فرودگاه در کشور جمهوری دومینیکن قرار دارد .

## شرکت‌های هواپیمایی و مقصدهای پروازی
| شرکت‌های هواپیمایی    | مقصدهای پروازی  |
| -------------------- | --------------- |
| آئروناوس دومینیکاناس | سامانالف ال کتی |